# Panzoötie

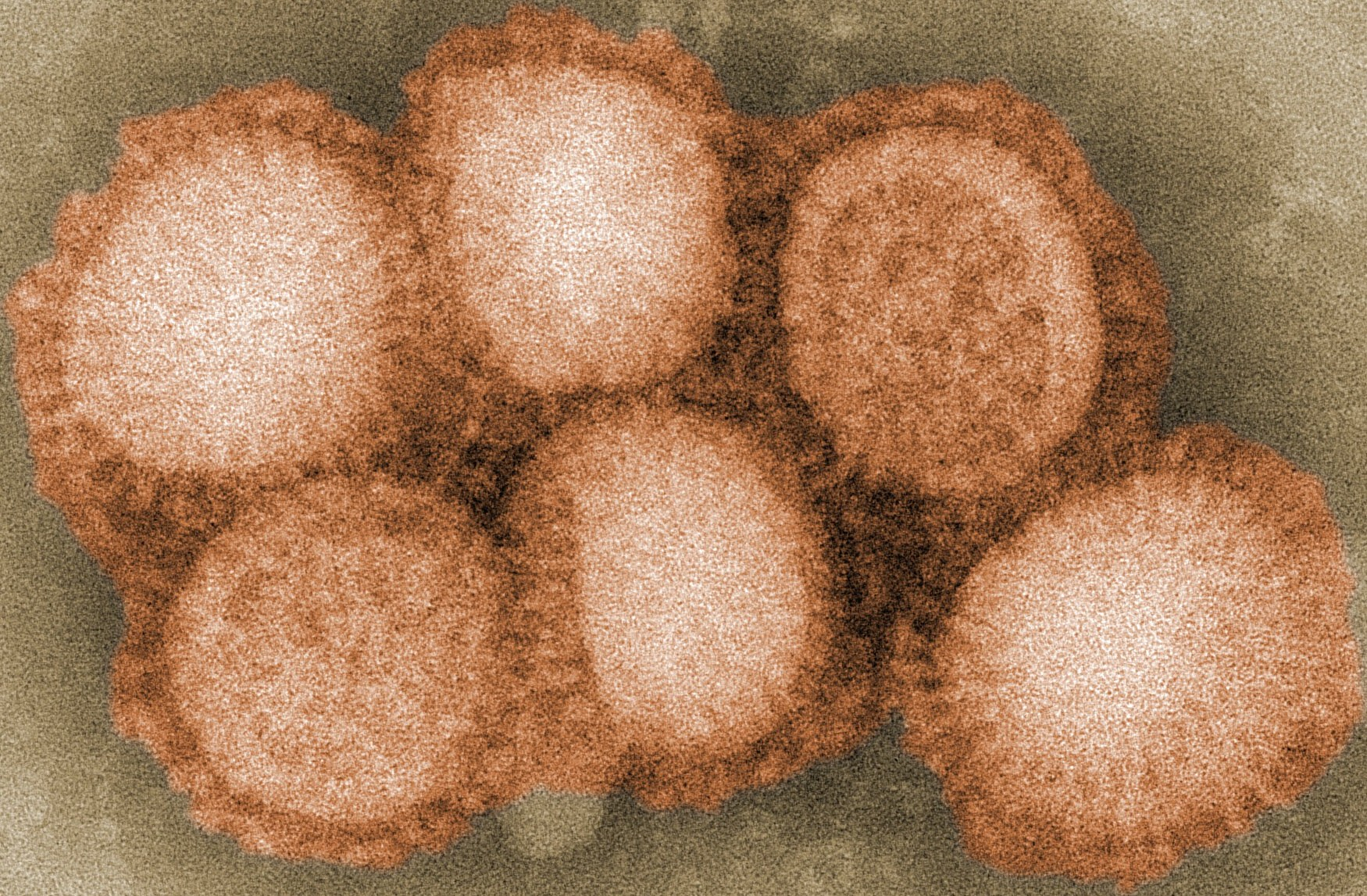
Het vogelgriepvirus heeft tot nu toe verschillende panzoötia veroorzaakt

Panzoötie (van het Griekse παν pan alles + ζόιον zoion dier) is een pandemie onder dieren. Het is een epizoötische uitbraak van een infectieziekte die zich makkelijk verspreidt onder dieren en dieren in een uitgestrekt gebied of op wereldschaal aanvalt.
Panzoötie kan optreden
- door de opkomst van een nieuwe, tot dusver onbekende infectieziekte;
- door de besmetting van een nieuwe gastdiersoort door een reeds bekende infectieziekte;
- door toenemende virulentie van de veroorzaker van de infectie gedurende de verspreiding.

Mond-en-klauwzeer en vogelgriep zijn bekende dierziekten die panzoötische golven hebben veroorzaakt.